# Гефест
Гефе́ст (грец. Ήφαιστος, Hephaistos) — давньогрецький бог вогню та ковальства, що на відміну від інших богів не цурався фізичної праці. Мав владу над вулканами. Син Зевса й Гери (за деякими переказами, син самої Гери), відомий створенням чудесних речей для богів і героїв. У римлян його відповідником був бог Вулкан.

## Гефест у міфах
Гефест був народжений Герою від Зевса, але з'явився на світ кволим і жалюгідним з вигляду. Гера викинула сина з Олімпу, але він впав у море, де був врятований Фетідою і Евріномою. Ці дві богині сховали Гефеста в печері, де він виріс і облаштував кузню. На подяку за порятунок він виготовив богиням багато прикрас та інших корисних речей.
Через дев'ять років Гера побачила в Фетіди напрочуд гарну прикрасу і спитала хто її створив. Дізнавшись, що її вцілілий син такий майстерний, Гера забрала його на Олімп і побудувала йому нову кузню. Вона стала опікуватися Гефестом і навіть видала за нього одну з харит, в «Одіссеї» це була — Афродіта, а за Гесіодом — Аглая. Гефест не гнівався на Геру і захищав її перед Зевсом, коли той підвісив дружину на ланцюгах за влаштування бунту богів. Розгніваний цим Зевс скинув бога ковальства на землю і той падав цілий день. Гефест впав на острові Лемнос і зламав собі обидві ноги, через що надалі кульгав. Проте, Зевс вибачив йому, повернув на Олімп і видав золоті милиці.
Гефест мав негарний вигляд і сварливий характер, проте легко забував образи. Він був сильний і вправний у ковальстві як ніхто інший. Він навіть зумів виготовити собі з металу прислугу, яка могла ходити, говорити і виконувати доручення. Крім того Гефест викував триніжники на колесах, які самі їздили Олімпом, прислуговуючи на бенкетах і розвозячи страви.

## Культ Гефеста
Культ Гефеста був так тісно пов'язаний з культом Афіни, що ці божества мали спільні храми й свята. На острові Лемнос його шанували як бога здоров'я; він оберігав від крововиливів, укусів гадюк та божевілля. В Афінах у листопаді відзначались халкеї — свято ковалів.
На честь Гефеста відбувалися лампадофорії — біг зі смолоскипами. Піші й кінні несли смолоскипи, і перемагав той, хто з палаючим смолоскипом перший прибував до мети. У Римі Гефеста ототожнювали з Вулканом. 23 серпня на честь Вулкана римляни влаштовували свята — вулканалії, під час яких кидали в вогонь маленьких рибок і звірят, гадаючи, що такими жертвами вимолять у Гефеста захист від пожежі.

## Образ Гефеста

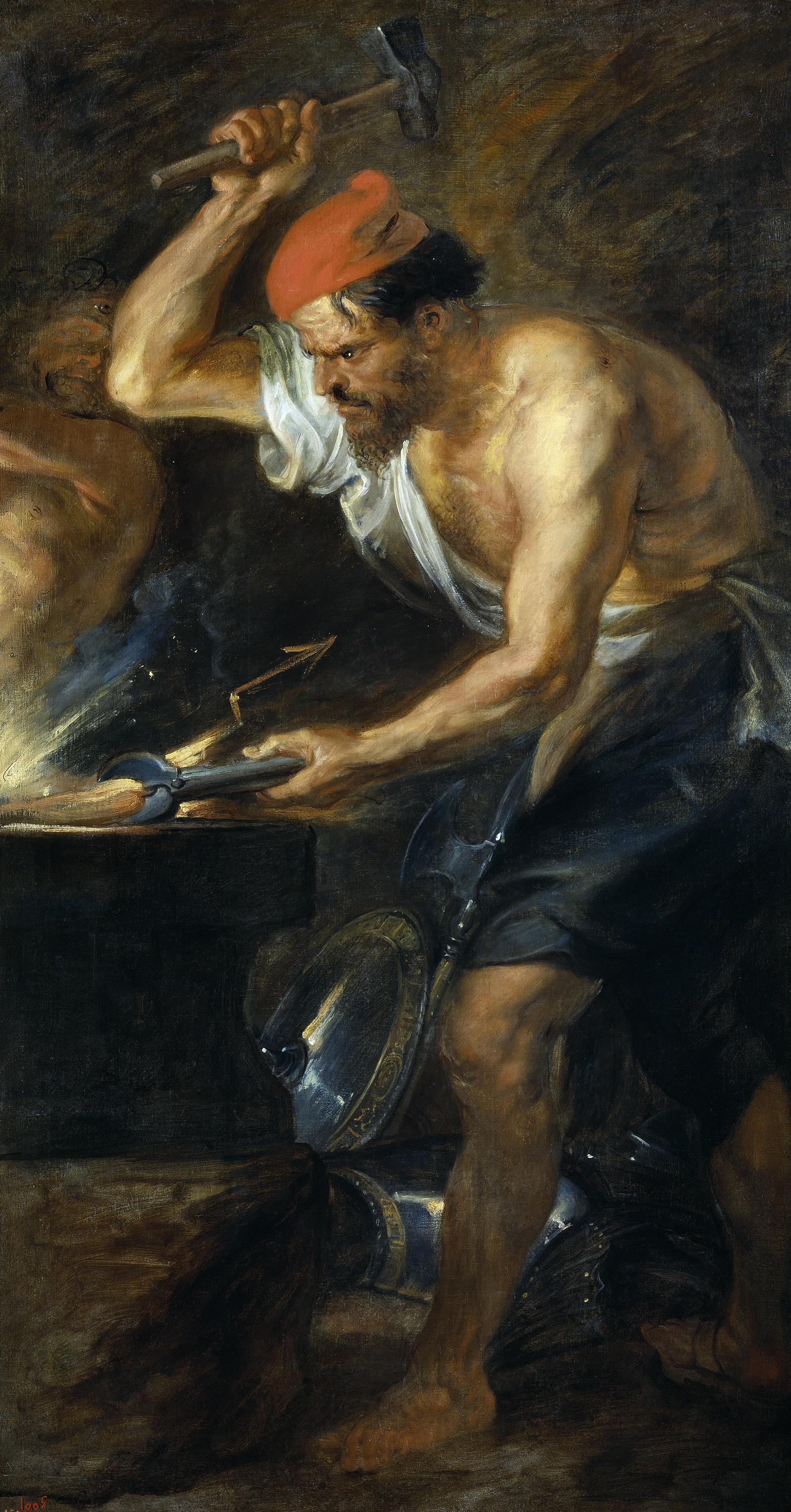
Вулкан в кузні Юпітера. Картина Рубенса 1636 року

Гефеста греки зобразили привітним, добродушним, він часто припиняв сварки Зевса і Гери. За переказами, боги не могли без сміху дивитися як шкутильгає Гефест, але цінували його майстерність. Але Гефест уявлявся і грізним, адже ковальський молот міг слугувати і зброєю. Гефесту приписувалося вгамування річок Ксанфу і Сімоїсу, знищення гігантів.
В античному мистецтві Гефеста зображували м'язистим ковалем з молотом або обценьками в руці, у хітоні ремісника та в конічній шапці. На вазах зустрічаються зображення Діоніса, що зводить сп'янілого Гефеста на Олімп, де бог-коваль розбиває Зевсові череп. У європейському живописі пізнішого часу образ Гефеста використано в творах П. П. Рубенса, А. ван Дейка, Тіціана, Д. Веласкеса.

## Трактування міфів про Гефеста
Традиція зображати ковалів кульгавими відома від заходу Африки до Скандинавії. Вважається, що в первісному суспільстві існувала традиція ламати ноги ковалям, щоб вони не могли піти до іншого племені. Також кульгання були характерні для ритуальних танців при святкуванні весняних свят родючості. Звідси зв'язок Гефеста з богинею кохання Афродітою. З Афіною теж мав зв'язок, вони народили сина Бротея.
Обробіток металів прийшов до Греції з островів Егейського моря. Тому поява Гефеста на землі пов'язувалася з островом Лемнос, який має вулканічну природу. Існування на ньому постійного природного факела палаючих газів давало підстави вважати, що під островом розташовані вогненні кузні бога. Падіння з Олімпу вважається відгомоном первісних звичаїв вбивства старого царя шляхом скидання його зі скелі, коли починав правління молодий.
У чудесних саморушних триніжках вбачаються символи року, який давні греки ділили на три сезони.